# Tradition africaine
La Tradition africaine est un ensemble varié des coutumes et pratiques des pays de toutes l'Afrique souvent influencé par l'impact de l'Afrique subsaharienne transmise de génération en génération pour des siècles et des siècles. Elle englobe les aspects de la vie quotidienne, des fêtes religieuses et culturelles. 

## Tradition orale
La tradition africaine quels que soient les documents écrits se basera toujours sur la tradition orale. Il y a des messages codés réservés aux groupes spécifiques donnés qui le transmettent face à face et de bouche à oreille. 
La tradition orale est la manière de préserver et de transmettre l'histoire, la loi et la littérature africaine (littérature yoruba, littérature Ewe) pour ceux qui manquaient de système d'écriture puisse qu'il existait sous forme de symboles. Cependant, malgré les livres et les documents l'Afrique noire garde ce style de communication pour léguer des histoires à qui de droit.
Amadou Hampâté Bâ l'écrivain malien lors de son mandat à l'UNESCO a largement défendu l'importance de la tradition orale africaine.

## Religion
Le culte des ancêtres est le culte le plus pratiqué en Afrique subsaharienne. Cette religion depuis l'Antiquité influence les philosophies et la culture du monde.
Même avant les indépendances on ne parlait que de l'animisme c'est à dire que tout a une âme. Tout ce qui est esprits influencent tout ce qui existe d'où la représentation de divinités qui ne sont pas le créateur tout puissant unique qui n'est ni homme ou femme mais qui a en sein l'incarcération de l'homme et la femme. La représentation des divinités selon les cinq éléments qui existent à savoir la terre, le feu, l'air, l'eau et la connaissance est simplement des vaudou. Le Bénin en Afrique de l'ouest célèbre la fête du vaudou, Vodun Days, chaque janvier.